# Palazzo del Priorino
Il Palazzo del Priorino si trova a Pistoia.
Lorenzo di Girolamo, membro della nobile famiglia Sozzifanti, tra la fine del XVI e l'inizio del XVII secolo, fece costruire lo stabile come sua residenza pistoiese. Egli era Priore della Religione di Santo Stefano e fondatore dell'Ordine di Arezzo e per questo il palazzo fu detto del "Priorino", nome che ha conservato fino ad oggi.
La costruzione è attribuita all'architetto Jacopo Lafri che operava in quel periodo in città. Alcuni studiosi hanno ipotizzato che la paternità del palazzo sia da assegnare al Bernini ma la cosa appare poco probabile.
Il palazzo fu venduto nel 1743 circa dai Sozzifanti a Ignazio di Pietro Banchieri e rimase della famiglia Banchieri fino al 1833.
I Banchieri avevano sul retro orto, agrumi e vasca e da qui, attraversando via dello Spigo, passavano al cosiddetto Casino di Delizie, cioè il palazzo Banchieri di via delle Logge, avuto in permuta dai cugini Rospigliosi Pallavicini.
Nel 1833 Giovanni Francesco di Pietro Poggi Banchieri, marito di Camilla Aldobrandini, vendette il palazzo a Stefano Corsini, il quale lo cedette poi nel 1892 alle suore Mantellate.